# Hotel Sahara (1951)
Hotel Sahara ist eine in Nordafrika während des Zweiten Weltkriegs spielende britische Filmkomödie aus dem Jahre 1951 von Ken Annakin mit Yvonne De Carlo, Peter Ustinov und Albert Lieven in den Hauptrollen.

## Handlung
Zweiter Weltkrieg, auch der Nordrand Afrikas bleibt vom kriegerischen Treiben der europäischen Großmächte nicht verschont. In der Wüste Sahara betreibt der Einheimische Imad in einer Oase mit seiner Verlobten, der verführerischen Jasmin Pallas, ihrer Mutter und dem Angestellten Yusef das noble „Hotel Sahara“. Als Imad nach dem Auszug der letzten zivilen Gäste mit dem Gedanken spielt, alles aufzugeben und mit seinen Leuten der unsicher gewordenen Gegend zu entfliehen, ist es Jasmin, die ihn davon abhält. Nachdem die Italiener begonnen haben, sich 1940 mit den Briten zu bekriegen, wird es für Imad und die anderen leidlich ungemütlich. Die Italiener unter der Führung von Capitano Alberto Giuseppi übernehmen das Hotel. Imad flaggt dementsprechend und hängt den Duce an die Wand. Von nun an wechseln die Besatzer alle paar Wochen bzw. Monate. Die italienische Armee erleidet ihre erste bittere Niederlage vor Ort, und einer Einheit wird befohlen, alle Strukturen zu zerstören, die dem Feind helfen könnte. Darunter soll auch das Hotel Sahara fallen. Imad sabotiert das Vorhaben mit viel Pfiffigkeit und Geschick und kann dadurch gerade noch rechtzeitig sein Hotel retten. Yusef schießt in die Luft, um den Italienern auf dem Weg zur Flucht zusätzlich Dampf zu machen.
Als Nächstes tauchen die Briten auf, und wieder zieht Imad eine neue Flagge am Hotel hoch und befestigt ein neues Porträt. Deren militärischen Anführer, Major Randall und Captain Cheynie, wetteifern um Jasmins Aufmerksamkeit und Gunst, während Madame Pallas mit den Unteroffizieren flirtet. Randalls Aufgabe ist es, Araber zu rekrutieren, die bereit sind, für die Briten zu arbeiten. Imad macht dem Major klar, dass die Rekrutierten es vorzögen, statt mit Geld in Naturalien, also Waren, bezahlt zu werden. Ein schwunghafter Handel mit „requirierten“ und „organisierten“ Waren beginnt, in dem vor allem „Puffin“ Cheynie und Private Binns involviert sind. Cheynie versucht Jasmin anzubaggern und schenkt ihr selten gewordene Nylons. Um die lästigen Briten wieder loszuwerden, lässt sich Imad darauf ein, eine Konferenz der Briten mit den Arabern zu organisieren, und sei es nur, um die Okkupanten zum Verlassen des Hotels zu veranlassen. Als die Engländer daraufhin abziehen, treffen etwa ein Dutzend Deutsche ein und vertreiben die verbliebenen Briten. Nun wird die deutsche Fahne gehisst und ein Führerbild platziert. Leutnant Gunther von Heidecke requiriert das Hotel, zeigt sich aber als erster Besatzer zunächst immun gegenüber Jasmins Charme. Imad und Cheynie kehren derweil von der Konferenz auf Kamelen, begleitet von den Arabern, ins Hotel zurück. Cheynie ist als Araber verkleidet, damit er nicht in die Hände der Nazis gerät.
Von Heidecke lässt die Araber ein Fest abhalten und möchte schließlich unbedingt die Scheichs kennenlernen. Ehe er Cheynie enttarnen kann, sorgt Jasmin für Ablenkung und führt einen Bauchtanz vor. Cheynie schleicht sich weg und schließt sich dem vor den Deutschen im Badeanzug getürmten Randall an. Bald aber verlässt auch die Wehrmacht das Hotel Sahara. Wenigstens verlangt Leutnant von Heidecke als einziger der Besatzer eine Rechnung für die dargebotenen Dienstleistungen. In der Nähe haben die Deutschen eine große Kolonne ausgemacht, die sich nähert. Diesmal sind es die Franzosen, die gleich bei ihrer Ankunft verkünden, dass der Krieg quasi vorbei sei. Und natürlich ist Imads erste Handlung ein erneuter Flaggen- und Porträtaustausch. Die Deutschen und die Briten aber sind weiterhin noch in der Nähe. Der deutsche Leutnant und der britische Major kommen auf die gleiche Idee, sich als Araber zu verkleiden – Captain Cheynie erscheint sogar als verschleierte Frau, aber als sie ankommen, sind die Franzosen schon wieder weg. Als die drei Männer den jeweiligen Feind ausmachen, fangen sie an, sich zu beschießen. Von Heidecke flieht, nachdem ihm die Patronen ausgegangen sind, verfolgt von den beiden Engländern. Jetzt, wo Imad und Jasmin glauben, dass nach den vergangenen Jahren endlich wieder Ruhe einkehrt, hören beide eine amerikanische Stimme …

## Produktionsnotizen
Hotel Sahara entstand ab Januar 1951 in den Pinewood Studios sowie mit Außenaufnahmen in Ägypten und wurde am 9. Juli 1951 in London uraufgeführt. Die deutsche Premiere fand am 12. Oktober 1951 statt.
Steven Pallos übernahm die Herstellungsleitung. Ralph Brinton gestaltete die Filmbauten, John Box und Peter Lamont dienten ihm als Zeichner. Julie Harris entwarf die Kostüme. Alan Hume diente als Kameraassistent. Benjamin Frankel dirigierte seine eigene Komposition.
Yvonne De Carlo singt die beiden Lieder „I Love a Man“ und „Say Goodbye“.
Bereits 1943 spielte Akim Tamiroff einen ähnlichen Hotelbesitzer in Billy Wilders Fünf Gräber bis Kairo.

## Synchronisation
| Rolle                     | Darsteller      | Synchronsprecher  |
| ------------------------- | --------------- | ----------------- |
| Jasmine                   | Yvonne De Carlo | Dagmar Altrichter |
| Emad                      | Peter Ustinov   | Horst Breitenfeld |
| Leutnant von Heidecke     | Albert Lieven   | Rolf Mamero       |
| Captain Cheynie           | David Tomlinson | Horst Beck        |
| Capitano Alberto Giuseppi | Guido Lorraine  | Dietrich Haugk    |
| Yusef                     | Ferdy Mayne     | Rudolf Fenner     |

## Kritiken
Die Zeit befand: „Hier hat einer mit viel Witz den Unsinn des Krieges getroffen. Deshalb sollten sich nicht nur die Afrikakämpfer den Rank Film „Hotel Sahara“, ansehen, obwohl er ausschließlich von dem legendären Wüstenkrieg handelt. (…) Die nationalen Eigenarten werden mit liebenswürdiger Ironie so treffend gezeichnet, daß es eine helle Freude ist und niemand Anlaß hätte, verstimmt zu sein. Unter der sehr sicheren Regie von Ken Annakin zeigen die Darsteller Leistungen von beachtlicher Geschlossenheit.“
Im Spiegel hieß es: „Wüstenhotel übersteht 1940 italienische, englische, deutsche und französische Besatzung, da beim Herannahen der Truppen jedesmal die betreffenden Führerbilder aufgehängt und entsprechende Flaggen gehißt werden. Yvonne de Carlo kann bei dem ständigen Besatzungswechsel nuanciert ihre Wandlungsfähigkeit beweisen. Der deutsche Leutnant (Albert Lieven) ist als einziger so korrekt, beim Abmarsch eine Rechnung zu verlangen – um sie mit einem Wehrmachtsstempel zu versehen.“

„Gutgelaunter, unkompliziert leerer Stoff, nicht feinsinniger als ein Music-Hall-Sketch.“

Das Lexikon des internationalen Films urteilt: „Launige Komödie aus der Zeit des Afrika-Krieges: (…) Amüsante Unterhaltung, die die kriegführenden Mächte treffend und zugleich versöhnlich persifliert.“
Halliwell’s Film Guide kam zu folgendem Schluss: „Überdehnte, studiogebundene, unregelmäßig amüsante Komödie“.
Der Movie & Video Guide empfand den Film als „angenehme Flocke“.